# Erika Mann
 (mai 2020).
Si vous disposez d'ouvrages ou d'articles de référence ou si vous connaissez des sites web de qualité traitant du thème abordé ici, merci de compléter l'article en donnant les références utiles à sa vérifiabilité et en les liant à la section « Notes et références ».
Pour les articles homonymes, voir Mann.
Pour l’article ayant un titre homophone, voir Erica Mann.
Cet article concerne une femme de lettres, comédienne et chanteuse allemande. Pour la femme politique allemande, voir Erika Mann (femme politique).
Erika Mann, née le 9 novembre 1905 à Munich, morte le 27 août 1969 à Zurich, est une comédienne, écrivaine et chanteuse allemande. En 1933, elle fonde le cabaret politique Die Pfeffermühle et s'oppose au nazisme avec des conférences - en tant qu'écrivaine et journaliste, même après avoir émigré aux États-Unis. Elle laisse une œuvre considérable composée d'essais politiques, de rapports, de récits de voyage et de livres pour enfants.

## Biographie

### Jeunesse
Erika Julia Hedwig Mann est née le 9 novembre 1905 à Munich. Elle est la fille aînée des écrivains Thomas Mann et de Katia Pringsheim. Elle a une enfance privilégiée. Un an après elle, naît son frère Klaus Mann. Au début des années 1950, Erika Mann revient sur leur relation :

« Nous avons été élevés comme des jumeaux. Klaus avait exactement un an et neuf jours de moins que moi. Nous sommes devenus très proches et nous le sommes restés durant toute notre jeunesse et pendant notre vie d'adultes… celle-ci s'étant achevée pour Klaus à l'âge de quarante-trois ans seulement. »

La maison des Mann est un lieu de rencontres pour des intellectuels et des artistes. Erika Mann obtient son premier engagement théâtral (avant d'avoir obtenu son abitur) dans la troupe de Max Reinhardt au Deutsches Theater de Berlin.

### Comédie et écriture
En 1924, Erika Mann suit de sérieuses études d'art dramatique à Berlin et joue à Berlin et à Brême. En 1925, elle joue avec son frère Klaus la pièce qu'il a écrite, Anja und Esther.
Le 24 juillet 1926, elle se marie avec le comédien allemand Gustaf Gründgens ; ils divorcent en 1929. À l'époque, elle éprouve une passion pour l'actrice Pamela Wedekind, qui a été fiancée avec son frère Klaus. C'est sa première passion lesbienne. En 1927, Erika et Klaus Mann se lancent dans un voyage à travers le monde, à la suite duquel ils écrivent un livre à quatre mains À travers le vaste monde (Rundherum. Das Abenteuer einer Weltreise). L'année suivante, elle commence une active carrière journalistique et politique, tout en poursuivant sa carrière de comédienne. Avec Klaus, elle rédige un carnet de voyage sur la Riviera. En 1931, elle gagne une course automobile de 10 000 kilomètres à travers le sud de l’Europe. Pendant la course, elle écrit des reportages.
Elle joue dans le film lesbien Jeunes filles en uniforme (1931) de Leontine Sagan mais quitte la production avant sa fin. En 1932, elle publie le premier de ses nombreux livres pour enfants. La même année, victime des attaques des nazis, elle doit interrompre sa carrière de comédienne en Allemagne. Par la suite, elle connaîtra plusieurs amours, avec Therese Giehse, puis Betty Cox et Annemarie Schwarzenbach, pendant qu'elle sert comme correspondante de guerre pendant la Seconde Guerre mondiale. Ainsi qu'il a été écrit plus tard, ses relations sont sexuellement passionnées et intellectuellement stimulantes.
En 1933, Erika Mann, Klaus Mann, Therese Giehse et le compositeur Markus Henning fondent un cabaret satirico-littéraire à Munich appelé Le Moulin à poivre, pour lequel Erika Mann écrit la plupart des textes, souvent avec son frère, dont une bonne part sont anti-nazis ; Erika Mann est maîtresse de cérémonie.[pas clair]

### Départ d'Allemagne
Erika Mann est la dernière de la famille Mann à quitter l'Allemagne, après l'arrivée au pouvoir des nazis. Elle récupère maints papiers de Thomas Mann dans leur maison de Munich et s'enfuit à Zurich, où elle retrouve ses parents (qu'elle empêche de retourner à Munich). Le Moulin à poivre rouvre ses portes à Zurich et devient un point de ralliement pour les exilés et le plus célèbre cabaret antinazi en exil.
En 1935, elle contracte un mariage de convenance avec le poète anglais W. H. Auden, afin d'obtenir la citoyenneté britannique. Ils n'ont jamais vécu ensemble, mais restent amis et officiellement mariés jusqu'à la mort d'Erika Mann.
En 1937, elle se rend à New York, où Die Pfeffermühle (qui devient The Peppermill) ouvre à nouveau ses portes. Erika Mann, son frère Klaus, Therese Giehse et Annemarie Schwarzenbach se retrouvent parmi un groupe important d'artistes en exil, avec des gens comme Kurt Weill, Ernst Toller ou Sonja Sekula.
En 1938, elle suit avec Klaus Mann, comme correspondants de guerre, la guerre civile espagnole. L'année suivante, ils publient Escape to Life, un livre sur les exilés allemands célèbres.
Pendant la Seconde Guerre mondiale, elle est correspondante de journaux américains, canadiens et britanniques, travaille pour la BBC à Londres et pour l'armée américaine dans plusieurs pays. Elle travaille pour l'Office of War Information à New York et se rend comme reporter de guerre sur les lieux de conflits. En 1945, correspondante en Europe, Erika Mann est la seule femme à couvrir les préparatifs et la tenue du procès de Nuremberg.

« Tu le sais, le cas des Allemands est sans espoir. L'illusion et la fausseté, l'arrogance et l'obéissance, la ruse et la bêtise sont odieusement mêlés dans leur cœur »

 écrit-elle à Klaus.

### L'après-guerre
Après la guerre, Klaus et Erika Mann font l'objet d'une enquête du FBI sur leurs opinions politiques et les rumeurs d'homosexualité. En 1949, de plus en plus déprimé et plein de désillusion sur l'Allemagne, au tournant de l'après-guerre, Klaus Mann se suicide. Cet événement affecte Erika :

« Je ne sais pas encore comment vivre, je sais seulement que je n'ai pas d’autre choix. Nous faisions un tout – à tel point qu'en réalité, il est impossible de m'imaginer sans lui. »

En 1952, après avoir été l'objet de graves diffamations dans les années du maccarthisme, elle retourne en Suisse avec ses parents. Elle devient une collaboratrice indispensable pour son père, avant de prendre en charge son œuvre après sa mort.

## Galerie

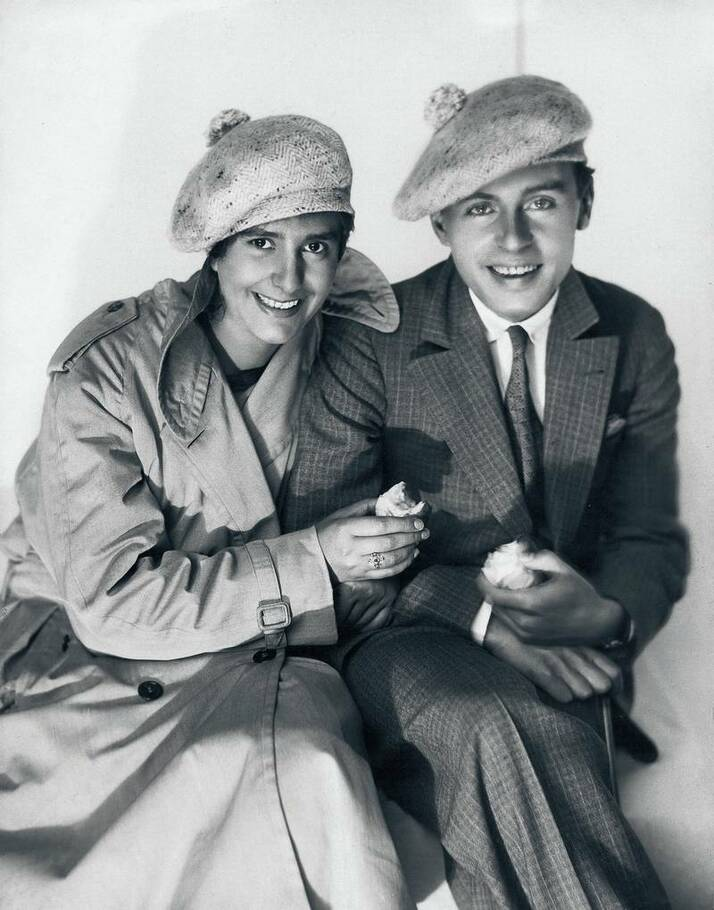
Erika et Klaus Mann en 1927. Photo de Eduard Wasow.
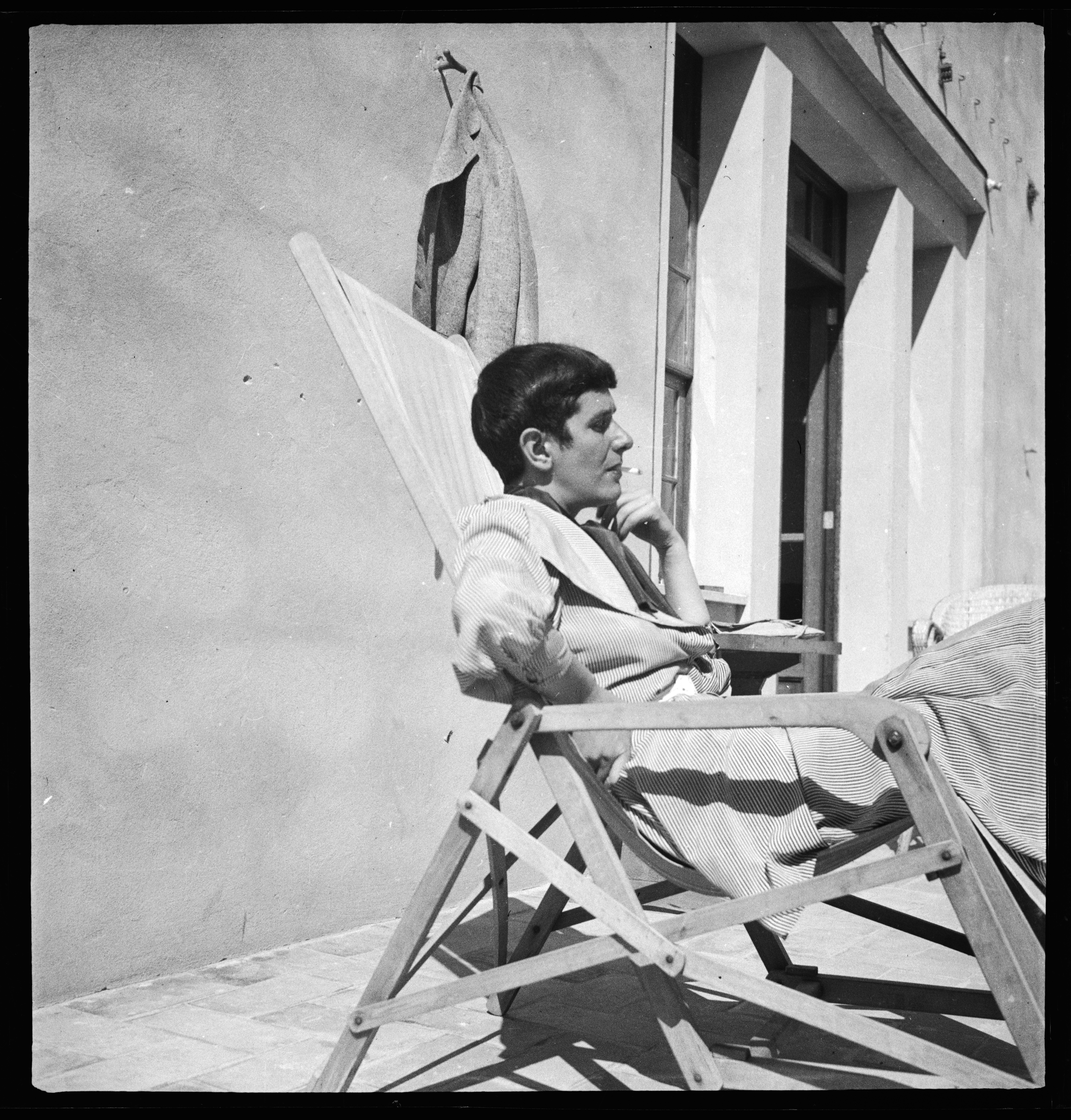
Erika Mann photographiée au Lavandou en 1933 par Annemarie Schwarzenbach
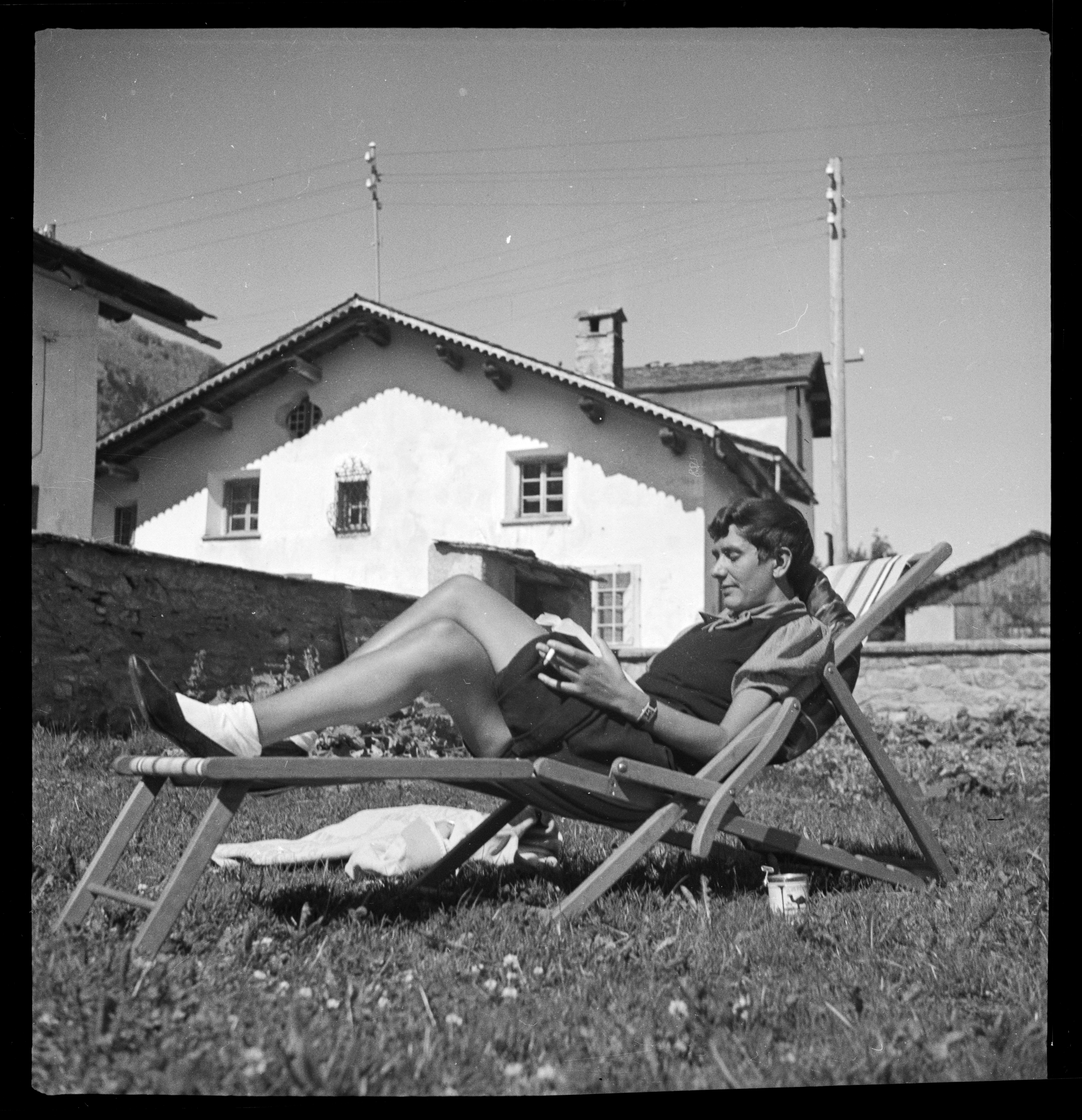
Erika Mann, 1936. Photo de Annemarie Schwarzenbach
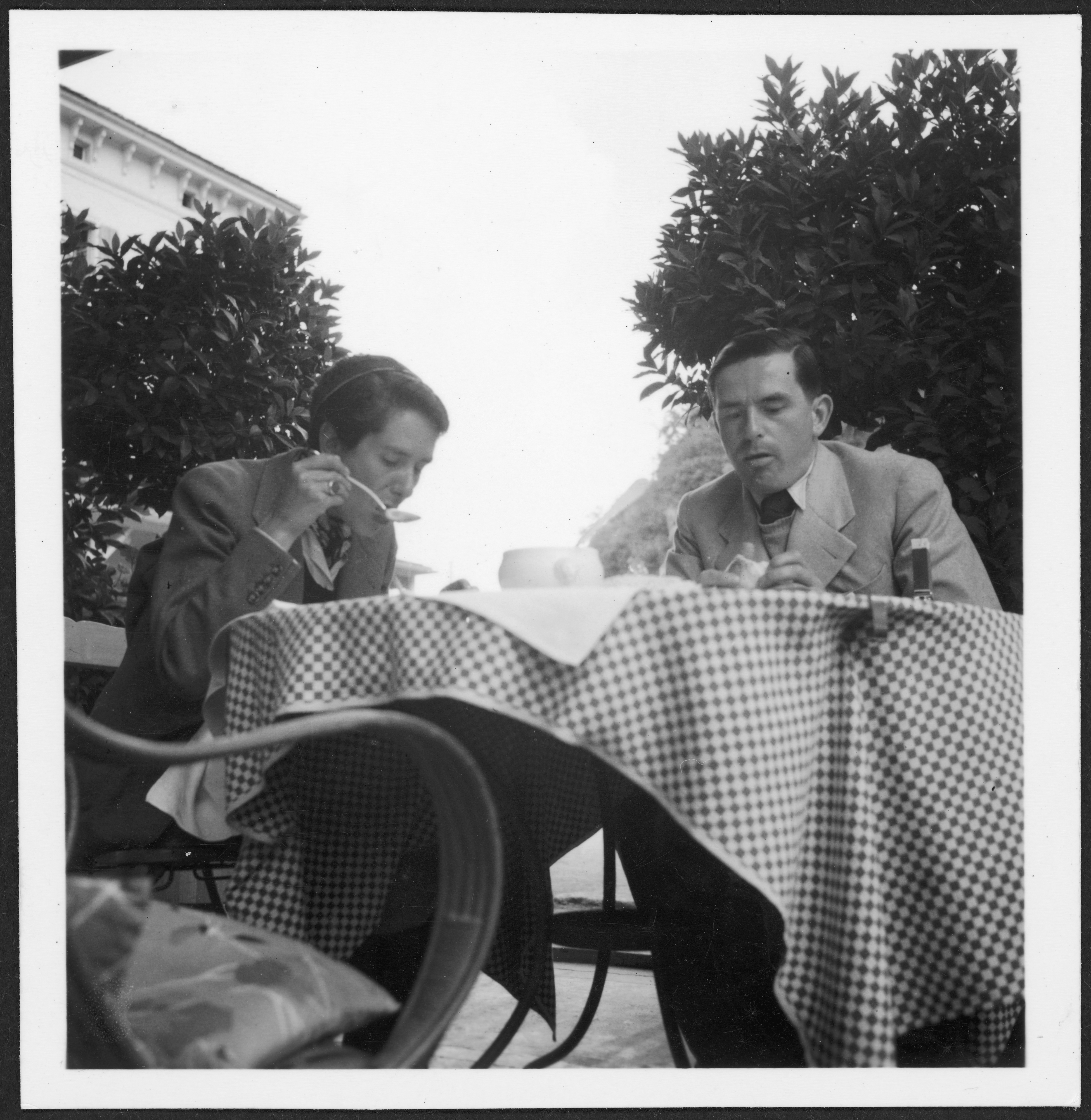
Erika et Golo Mann, 1936. Photo de Annemarie Schwarzenbach

## Œuvres
- Rundherum. Ein heiteres Reisebuch (À travers le vaste monde), en collaboration avec Klaus Mann, Berlin, S. Fischer, 1929
- Das Buch von der Riviera oder was nicht im Baedeker steht (Le livre sur la Riviera ou ce qui n'est pas dans le Baedeker), en collaboration avec Klaus Mann, Munich, Reisebuch, 1931
- Stoffel  fliegt  übers  Meer, 1932 (Petit Christophe et son dirigeable, Bourrelier, Paris, 1934)
- School for Barbarians: Education Under the Nazis (L'École pour les barbares : l'éducation sous les Nazis), Modern Age Books, 1938
- "10 millions d'enfants nazis" (1938), republié chez Tallandier, 1988 (préface Thomas Mann)
- Escape to life (Fuir pour vivre), en collaboration avec Klaus Mann, Houghton Mifflin Company, 1939
- The lights go down (Quand les lumières s'éteignent), Farrar & Rinehart, 1940
- The other Germany (L'Autre Allemagne), en collaboration avec Klaus Mann, Modern Age Books, 1940
- The Last Year of Thomas Mann. A Revealing Memoir by his Daughter, Erika Mann (La Dernière Année de Thomas Mann. Une mémoire révélatrice par sa fille, Erika Mann), Farrar, Straus and Cudahy, 1958